# Správní obvod obce s rozšířenou působností Slavkov u Brna
Správní obvod obce s rozšířenou působností Slavkov u Brna je od 1. ledna 2003 jedním ze tří správních obvodů rozšířené působnosti obcí v okrese Vyškov v Jihomoravském kraji. Čítá 18 obcí.
Město Slavkov u Brna je zároveň obcí s pověřeným obecním úřadem, přičemž oba správní obvody se územně shodují.

## Seznam obcí
Poznámka: Města jsou vyznačena tučně.
- Bošovice
- Heršpice
- Hodějice
- Holubice
- Hostěrádky-Rešov
- Hrušky
- Kobeřice u Brna
- Křenovice
- Lovčičky
- Milešovice
- Němčany
- Nížkovice
- Otnice
- Slavkov u Brna
- Šaratice
- Vážany nad Litavou
- Velešovice
- Zbýšov

## Obyvatelstvo
| Rok  | Obyv.  | ± %     |
| ---- | ------ | ------- |
| 1869 | 14 934 | —       |
| 1880 | 16 501 | +10,5 % |
| 1890 | 17 657 | +7 %    |
| 1900 | 18 348 | +3,9 %  |
| 1910 | 20 425 | +11,3 % |

| Rok  | Obyv.  | ± %    |
| ---- | ------ | ------ |
| 1921 | 21 192 | +3,8 % |
| 1930 | 22 815 | +7,7 % |
| 1950 | 21 132 | −7,4 % |
| 1961 | 22 185 | +5 %   |
| 1970 | 21 256 | −4,2 % |

| Rok  | Obyv.  | ± %     |
| ---- | ------ | ------- |
| 1980 | 20 743 | −2,4 %  |
| 1991 | 19 784 | −4,6 %  |
| 2001 | 19 775 | −0 %    |
| 2011 | 21 658 | +9,5 %  |
| 2021 | 24 199 | +11,7 % |